# Trenggana
Trenggana (1522-1548), ook wel "Trenggono" genoemd, was de tweede koning van Demak, een koninkrijk op Java.
Sultan Trenggana werd gekroond door soenan Goenoengjati, een van de Wali Songo die de islam op Java verbreidden. Hij werd de derde en grootste heerser van Demak. Vanwege zijn kroning wordt Trenggana nu wel als "sultan" aangeduid maar deze Arabische koningstitel werd hem door latere generaties gegeven. Trenggana veroverde de hindoeïstische rijken van Midden-Java.
Na de ontdekking van de tegen Demak gerichte Portugees-Soendanese alliantie, beval Trenggana in 1527 de invasie van Banten en Soenda Kelapa, havens van het koninkrijk Soenda. De stad Soenda Kelapa werd later omgedoopt tot Jayakarta. Deze gebieden maakte hij tot het nieuwe sultanaat Banten, een vazal-staat van Demak onder de regering van Hasanudin, zoon van Goenoengjati.
Trenggana verspreidde de Demakese invloed oostwaarts en tijdens zijn regeringsperiode veroverde hij de resten van de laatste Javaanse Hindoe-Boeddhistische staat, de overblijfselen van het ooit zo machtige Majapahit. Majapahit was al langere tijd in verval.
Majapahit kon gemakkelijk worden verslagen omdat het delen van het door Girindrawardhana gestichte rijk al door Kertaboemi en Raze Trowulan waren geannexeerd.
Majapahits erfstukken werden naar Demak gebracht en aangenomen als koninklijke schatten van de Kraton van Demak. Op Java hebben tronen, kronen en voorwerpen als krissen een grote, vaak magische, betekenis. Demak was in staat om andere grote havens en het binnenland van Oost-Java te islamiseren en te onderwerpen. Hoewel het bewijs beperkt is, is het aannemelijk dat Demak een groot deel van Java veroverde. Tuban, een oude Majapahit-haven werd volgens Chinese bronnen uit de elfde eeuw rond 1527 veroverd.
De veldtochten van Trenggana eindigden toen hij in 1548 in Panarukan op Oost-Java werd gedood.

## Opvolging
- Opgevolgd door Pakoeboewono II van Soerakarta